# 崔尚
崔尚（?—745年），字庶幾，唐代清河東武城人。
武則天久視二年（701年），進士及第。調補秘書省著作局校書郎。與杜審言、杜甫有交往。授氾水縣尉，遷大理評事。歷官秘書郎、起居舍人及著作郎。出京任竟陵郡太守，境內多强盗，不久即移風易俗，金部郎中賈昇有詩颂美：“育子變頹俗，渡獸旌深恩”。轉任汝陰郡太守。回京任虞部郎中，月餘轉祠部郎中。改信王府司馬，出京牧東平郡。改授濟王府司馬，改通川郡太守。授陳王府長史。天寶四載（745年）卒。有文集二十卷，久佚。《全唐詩》卷108收其詩一首。《全唐文》卷304收其文兩篇。